# Battlestar Galactica: The Face of the Enemy
Battlestar Galactica: The Face of the Enemy est une mini-série de dix épisodes courts diffusés sur Internet (également appelés webisodes) lors du break dû à la grève des scénaristes de séries américaines au milieu de la saison 4 de Battlestar Galactica.
Chaque épisode dure entre 3 et 6 minutes, la diffusion originale se faisant à raison de deux webisodes par semaine à partir du 12 décembre 2008. La série est réalisée par Wayne Rose, sur base d'un scénario de Jane Espenson et Seamus Kevin Fahey,.
Bien que les épisodes aient été diffusés pendant la pause à la mi-saison 4 (entre les épisodes 10 et 11), leur histoire prend chronologiquement place entre les épisodes 11 et 12.

## Synopsis
Six jours après la découverte de la Terre, le lieutenant Gaeta est envoyé sur le Zephyr  par le colonel Tigh afin de prendre du repos. Alors qu'il est en chemin à bord d'un rapace en compagnie de quelques membres de l'équipage du Galactica et deux cylons Huit, une menace cylonne force la flotte à effectuer un bond PRL. Durant le chaos, le rapace est séparé du reste de la flotte et alors qu'ils attendent un sauvetage, les passagers commencent à mourir mystérieusement.

## Casting
- Alessandro Juliani : Lieutenant Felix Gaeta
- Grace Park : les Numéros Huit
- Michael Hogan : Colonel Saul Tigh
- Brad Dryborough : Lieutenant Louis Hoshi
- Leah Cairns :  Lieutenant Margaret "Racetrack" Edmonson

## Diffusion
Tous les épisodes pouvaient être visionnés sur le site de la chaîne américaine Syfy. Toutefois, ceux-ci sont réservés aux internautes résidant aux États-Unis (via un filtre des adresses IP).
| Titre       | Date de diffusion |
| ----------- | ----------------- |
| Webisode 1  | 12 décembre 2008  |
| Webisode 2  | 15 décembre 2008  |
| Webisode 3  | 17 décembre 2008  |
| Webisode 4  | 22 décembre 2008  |
| Webisode 5  | 24 décembre 2008  |
| Webisode 6  | 29 décembre 2008  |
| Webisode 7  | 31 décembre 2008  |
| Webisode 8  | 5 janvier 2009    |
| Webisode 9  | 7 janvier 2009    |
| Webisode 10 | 12 janvier 2009   |

## Récompenses
En mars 2009, la série a remporté plusieurs Streamy Awards : Meilleure série web dramatique (Best Dramatic Web Series), meilleur scénario pour une série web dramatique (Best Writing for a Dramatic Web Series), et Meilleur acteur dans une série web dramatique (Best Male Actor in a Dramatic Web Series) pour Alessandro Juliani.

## DVD/Bluray
Ces wepisodes, à la différence de "The resistance", sont absents des coffrets DVD et Bluray et sont donc les seuls épisodes de la saga à n'avoir fait l'objet d'aucune diffusion sous la forme d'un format physique.